# Hope (Kansas)
Hope es una ciudad ubicada en el condado de Dickinson en el estado estadounidense de Kansas. En el año 2010 tenía una población de 368 habitantes y una densidad poblacional de 306,67 personas por km².

## Geografía
Hope se encuentra ubicada en las coordenadas 38°41′22″N 97°4′37″O / 38.68944, -97.07694 (38.689536, -97.076815).

## Demografía
Según la Oficina del Censo en 2000 los ingresos medios por hogar en la localidad eran de $28,365 y los ingresos medios por familia eran $32,813. Los hombres tenían unos ingresos medios de $27,639 frente a los $18,036 para las mujeres. La renta per cápita para la localidad era de $14,300. Alrededor del 7.4% de la población estaban por debajo del umbral de pobreza.